# 42531 McKenna
42531 McKenna este un asteroid care intersectează orbita planetei Marte.

## Descriere
42531 McKenna este un asteroid care intersectează orbita planetei Marte. El prezintă o orbită caracterizată de o semiaxă mare de 2,31 ua, o excentricitate de 0,33 și o înclinație de 7,1° în raport cu ecliptica.